# MikroRNA

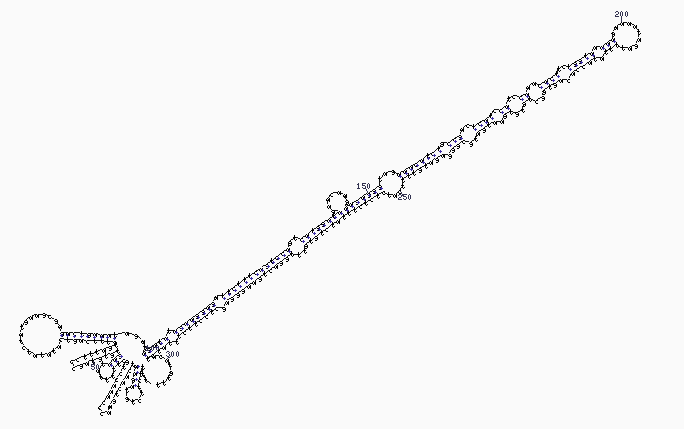
Sekundärstrukturen hos ett pre-mikroRNA.

MikroRNA eller miRNA är korta, enkelsträngande RNA-molekyler med en längd på 18–25 nukleotider (i genomsnitt 22). De utgör en form av icke-kodande RNA, vilket innebär att de inte kodar för proteiner. Dess främsta funktion är istället att bidra till genregleringen genom att binda till budbärar-RNA och därmed påverka aktiviteten hos dessa.
Man har sett ungefär 1000 olika miRNA, med olika specificitet för olika celltyper. Dessa styr tillsammans ungefär en tredjedel av de humana proteinkodande generna. Inhibering av uttrycket av andra gener sker genom komplementär basparning, vilket inte behöver vara komplett, detta gör att ett litet antal miRNA kan styra många gener. Framför allt i embryogenesen och utvecklingen av olika organ spelar miRNA en stor roll, vilket man visat genom ett antal olika djurstudier med knockoutmöss.

## Mekanism
MikroRNA klipps ner i cytosolen via drosha/DGCR8 som klipper ner det till pre-miRNA som transporteras ut via FG-nukleoporiner genom exportproteinet exportin-5. I cytoplasman kommer RNAaset dicer (ribonukleas III dicer), som även producerar interferens-RNA, att ytterligare klippa ner pre-miRNA:t till strängar på 21–23 baspar som inkorporeras i RISC-komplexet (RNA-induced silencing complex). Två stycken miRNA-associerade RISC binder till en komplementär mRNA-sekvens i 3’-UTR på de gener som de reglerar, vilket hämmar translationen av mRNA-transkriptet.
Det pre-miRNA som används av RISC kan komma från:
- 1kbp-transkript från RNA-polymeras II (innehåller flera, bildar så kallat pri-miRNA)
- 3’-UTR av gener som samtidigt skall ersätta andra gener
- Intronsekvens från dessa gener (utvinns ur lariatstruktur vid splitsning)

Att två RISC-komplex behöver binda in tros bidra till ökad specificitet eftersom kombinationer av två olika, komplementära, obligatoriska miRNA måste binda in för att en viss gen skall slås ut. Detta kan ske genom att två olika miRNA uttrycks genom två olika vägar, som tillsammans ger ett specifikt uttryck.

## P-bodies
Bindning av RISC flyttar även transkriptet till ett proteinkomplex kallat P-bodies, som är associerade med nedbrytning av RNA, detta förklarar varför miRNA-bindning är associerat med minskad stabilitet hos mRNA:t det binder till.

## Historia
stRNA let-7 och lin-4 från C. elegans är de två första miRNA som påvisats och tillhör en klass miRNA som medverkar i utvecklingstajming.